# 大同型柴油机车
大同型柴油机车是一款由大同机车工厂于1980年代末设计及制造的电力传动柴油机车。该型机车是从大同机车工厂为开发地方工矿企业市场而自行研制的重型调车机车，主要特点是采用中国从法国热机研究所（SEMT）引进专利、由中船总公司陕西柴油机厂制造的6PA6L-280型柴油机作为动力装置，而牵引传动系统则采用TQFR-3000型同步发电机、GTF-4800/770型硅整流机组、ZQDR-410型直流牵引电动机。

## 发展历史

### 开发背景
1980年代以前，中国各地的工矿企业仍然广泛使用着落后、过时的蒸汽机车。由于国家铁路部门自顾不暇和封闭式的经营，当时的机车车辆工业无力为地方工矿企业提供合适的柴油机车，致使全国工矿铁路的内燃化大大落后于国家铁路。1980年代起，由于工矿企业铁路牵引动力内燃化的呼声日高，加上随着中国铁路机车车辆工业的发展，铁路工业已经有能力在满足国家铁路需求的同时，为路外工矿企业提供更多的柴油机车。资阳内燃机车厂制造的东方红5型、东方红5B型柴油机车，已经进入冶金系统的各炼钢厂和石化系统的工厂运用。
与此同时，由于当时中国经济处于转轨期，中国船舶工业总公司下属工厂都面临生产任务不足的局面。“六五”期间，机车车辆工业生产能力与铁路运输需求的矛盾越来越大，中国不得不花费大量外汇从国外大批量进口铁路机车以解燃眉之急。有鉴及此，陕西省政府、陕西柴油机厂、中船总公司曾多次向上级主管部门建议，让陕西柴油机厂为铁道部门生产大功率柴油机。 1985年，中华人民共和国铁道部同意中船总公司提供一台PA6型柴油机以供试用。1987年，四方机车车辆厂试制出装用6PA6L-280型柴油机的东风5型1007号机车，并于1987年1月起配属济南铁路局青岛机务段投入运用考核。

### 研制过程
1987年11月至12月，大同机车厂考虑针对路外工矿市场自行开发重型调车机车产品，并就此进行了市场调查和可行性分析。1988年初，工厂设计科成立了调车机车设计组并开始了施工设计，新型机车被命名为大同型柴油机车，设计代号为DT20。1988年2月，大同机车厂和陕西柴油机厂签订《联合开发工矿用内燃机车协议》，确定新型调车机车将采用由陕西柴油机厂提供的6PA6L-280型柴油机。1988年上半年，工厂完成了全部图纸设计任务；同年8月开始进入施工阶段。1989年3月19日，来自陕西柴油机厂的柴油机抵达大同机车厂。同年6月1日，机车在水电阻试验站首次启动柴油机。1989年9月6日，大同型0001号机车在北同蒲铁路大同至朔县之间完成了正线牵引运行试验，单机牵引1240吨空载货物列车通过9‰上坡道时的平衡速度为15公里/小时，试验过程中的各项性能指标均达到了设计要求。1989年9月24日，大同机车厂为大同型0001号机车举行落成典礼。
然而，大同机车厂却未能为大同型柴油机车找到任何买家，主要原因是价格昂贵的柴油机令整车价格居高不下。由于PA6系列柴油机是从法国热机研究所（SEMT）引进专利和授权生产的机型，而且当时柴油机尚未能达到完全国产化，致使柴油机的制造和维护成本相对较高。当时6PA6L-280型柴油机的价格约为每台59万元人民币（按年产50台的规模计算），相比之下东风5型柴油机车所使用8240ZJ型柴油机，每台价格约为40万元人民币（包含铁道部内部补贴）。无人问津的大同型柴油机车完成试验后便返回工厂封存，最终于1995年被拆解，而柴油机则根据协议送返陕西柴油机厂。

## 技术特点

### 总体布置

#### 基本结构
大同型柴油机车是调车及小运转用的六轴柴油机车。机车构造速度为100公里/小时，运转整备重量为135吨，轴重为22.5吨。车体结构与设备布局均参考自东风7型机车，根据调车机车的作业特点，采用外走廊式及中梁承载的罩式车体结构，车体所有载荷均由车体底架承担，车体底架长度为17,800毫米，车钩中心线间距为18,800毫米，车体宽度为3,340毫米，车体高度为4,750毫米。车身两侧和两端设有露天走台与扶梯，车体两侧设有供乘务人员检修设备的拉门。车体底架两端装有13号上作用车钩、牵引缓冲装置和排障器。车体底架下部两台转向架之间吊挂着一个容量为6,000公斤的燃油箱，燃油箱两侧设有铅酸蓄电池组。

#### 设备布置
机车从前到后分别为辅助室、冷却室、动力室、司机室和电气室六个部分，其中电气室方向为短罩端（II端），辅助室方向为长罩端（I端）。辅助室内设有两台空气压缩机，以及膨胀水箱和预热锅炉油箱。冷却室内设有冷却水系统和散热装置，冷却室顶部装有两个轴流式冷却风扇，冷却室两侧设有铜管带式散热器单节和随冷却水温度自动开闭的百叶窗，冷却室下部设有静液压变速箱和前转向架牵引电动机通风机。机车设有两套独立的循环冷却水系统，分别为冷却柴油机的高温冷却水系统以及冷却增压空气、机油、静液压传动油的低温冷却水系统。
动力室内安装了一套柴油发电机组和相关辅助设备，包括起动变速箱、励磁机、起动发电机、硅整流柜、励磁整流柜、后转向架牵引电动机通风机、预热锅炉、机油热交换器、空气滤清器、燃油滤清器、燃油输送泵、机油滤清器和两个总风缸。在司机室内往前进方向（面向长罩端）的左侧设有一个包含主控制器、操纵按钮、空气制动阀、仪表和信号显示装置等设备的司机操纵台，另外还设有手制动装置、暖风机、空调和电冰箱等。电气室内设有高低压控制电器柜和其他电气设备。

### 柴油机
大同型柴油机车装用一台由陕西柴油机厂（四O八厂）制造的6PA6L-280型柴油机。该型柴油机是由法国热机研究所（SEMT）研制，中国船舶工业总公司因应海军舰艇推进动力的需求，于1978年与法国热机研究所签订了关于引进PA6系列柴油机的生产许可证协议，陕西柴油机厂自1983年起生产国产化的PA6系列柴油机。
6PA6L-280型柴油机是一款直列六缸、四冲程、直接喷射、废气涡轮增压、增压空气中间冷却的中速柴油机。气缸内径为280毫米，活塞行程为290毫米，额定转速为每分钟1,000转，最低空载转速为每分钟400转，标定工况下的平均有效压力为2.02兆帕（每平方厘米20.6公斤），UIC标定功率为2,400马力（1,765千瓦），装车功率为2,000马力（1,470千瓦），最大运用功率为2,200马力（1,618千瓦），额定满功率运转时的燃油消耗量为159克/有效马力·小时（216克/有效千瓦·小时）。柴油机采用球墨铸铁整体铸造机体、钢顶铝裙组合式活塞、合金钢锻压曲轴、铸铁湿式气缸套。柴油机采用MPC增压系统，配备一台ABB VTC254型增压器。

### 传动系统
大同型机车采用交—直流电传动装置，柴油机曲轴通过联轴节驱动一台交流同步发电机发出三相交流电，经由硅二极管组成的三相桥式整流装置整流为直流电后，再将电能输送给两台转向架上的六台直流牵引电动机，通过传动齿轮驱动轮对。大同型机车的主发电机、牵引电动机、硅整流机组、起动发电机和励磁机型号均与东风4B型、东风7型柴油机车相同。

#### 牵引发电机
牵引发电机采用TQFR-3000型三相交流同步发电机，额定容量为2,985千伏安，额定电压为438／613伏特，额定电流为3,936／2,805安培，额定转速为每分钟1,100转，定子及转子绝缘等级均为F级，冷却方式为径向自通风式，主发电机净重为4,985公斤。牵引发电机的励磁电流由一台专门的励磁机供给，励磁机由柴油机通过起动变速箱驱动，其发出的交流电经励磁整流器转换为直流电后，给发电机的转子励磁绕组励磁。

#### 整流装置
牵引发电机发出的三相交流电由硅整流装置转换成直流电，整流装置是由硅二极管元件组成的三相桥式全波整流电路。大同型机车采用与东风4B型柴油机车相同的GTF-4800/770型硅整流装置，由六个串联的整流桥臂组成，每一桥臂有六个并联的ZP500-20型风冷平板式整流二极管，每台整流柜共有36个二极管元件，硅整流装置的最大直流输出电压为770伏特，额定直流输出电流为4,800安培。

#### 牵引电动机
牵引电动机采用ZQDR-410型四极串励直流电动机，额定功率为410千瓦，额定电压为550伏特，额定电流为800安培，额定转速为每分钟640转，最高转速为每分钟2,365转，定子及电枢绝缘等级分别均为H级，冷却方式为强迫通风。牵引电动机采用全并联连接。为了扩大机车的恒功率速度范围，牵引电动机回路设有二级磁场削弱。

### 转向架
机车轴式为Co-Co，走行部为两台相同的无导框式三轴转向架。转向架的主要结构与东风4B型柴油机车基本相同，但根据调车机车的特点作出了局部改动。转向架采用钢板组焊成封闭式箱形结构的“目”字形构架。轮对轴箱内装有四列向心圆柱滚子轴承，轴箱定位装置采用拉杆式弹性定位结构，轴箱通过装有橡胶关节元件的上、下轴箱拉杆与构架相连接，实现轴箱相对于构架的横向和纵向定位。转向架采用四点支承的彈性摩擦旁承装置，车体全部重量通过八个旁承由两台转向架支承，转向架与车体间还设有缓冲侧挡装置。
弹簧悬挂装置分为一系和二系悬挂两部分。一系悬挂采用独立悬挂形式，包括轴箱与构架之间的轴箱圆弹簧，以及用于衰减吸收来自轨道高频振动的橡胶垫，以及在1、3、4、6轴装有并列的液压减震器；二系悬挂为转向架构架与车体之间的旁承橡胶堆。牵引力和制动力通过低位平行四杆牵引杆机构传递。
牵引电动机采用单侧齿轮传动的轴悬式驱动方式（滑动抱轴承式半悬挂），即牵引电动机的一侧通过抱轴瓦（滑动轴承）刚性地支承在车轴上，另一侧通过弹性元件（橡胶垫）和吊杆悬挂在转向架构架上。全部牵引电动机采用顺置排列方式，即牵引电动机都放在车轴的同一侧，可以有效地减少轴重转移的幅度。基础制动方式为带闸瓦间隙自动调节器的单侧单闸瓦踏面制动，每个车轮各有一套制动装置，当机车施行制动时，制动缸从空气制动机获得压缩空气，并通过杠杆机构使闸瓦抱轮产生制动作用。停车制动为手制动装置。

## 参看
- 东风5型柴油机车
- 东风7型柴油机车
- GK1型柴油机车
- 泰山型柴油机车